# Schönbeck
Schönbeck – miejscowość i gmina w Niemczech, w kraju związkowym Meklemburgia-Pomorze Przednie, w powiecie Mecklenburgische Seenplatte, wchodzi w skład Związku Gmin Woldegk.

## Osoby urodzone w Schönbeck
- Wilhelm Sauer - organmistrz